# 태국관박쥐
태국관박쥐(Rhinolophus thailandensis)는 관박쥐과에 속하는 박쥐의 일종이다. 태국 북부의 토착종이다.

## 특징
중간 크기의 박쥐로 머리부터 몸까지 길이는 63~72mm, 어깨 길이는 56.2~61.2mm, 꼬리 길이는 18~24mm이다. 발 길이는 14~15mm, 귀 길이는 262~32mm이다. 털은 길다. 등쪽은 희끄무레한 색 바탕에 갈색부터 노랑-갈색까지 다양한 색을 띠는 반면에 복부 쪽은 회색 바탕에 갈색빛 노랑이다.